# 지구의 나이

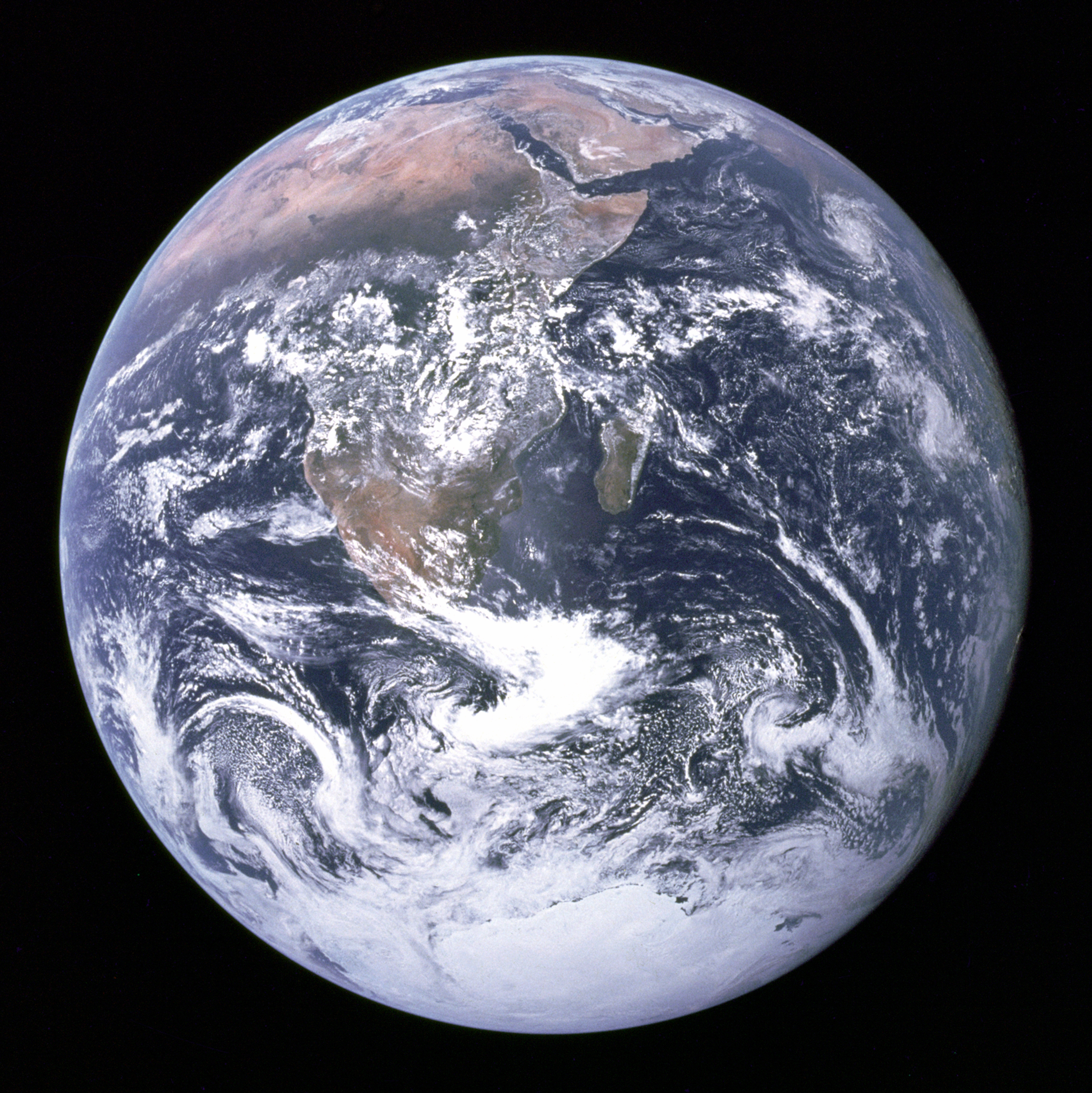
아폴로 17호로 본 지구

지구의 나이 또는 지구 연령(地球年齡)은 45.4 ± 0.5 억 년(4.54 × 109년 ± 1%)이다. 이 나이는 지구 핵의 형성 과정 중 강착의 나이 및 지구가 형성될 때 물질의 나이이다. 지구의 나이는 운석의 방사능 연대 측정 자료를 기반으로 하며 가장 오래 알려진 지구 및 달 월석 시료의 방사성 연대와 거의 비슷하다.

## 역사
20세기 초 방사성 연대 측정이 발전함에 따라 우라늄-납 연대 측정을 이용한 우라늄 광물 연대 측정 결과 일부 암석은 나이가 10억년이 넘는다는 것이 밝혀졌다. 심지어 호주 웨스턴오스트레일리아주의 잭 힐즈에서 채취한 지르콘과 같은 가장 오래된 암석의 나이는 최대 44억 4백만년이라는 것이 드러났다. 태양계 내에서 알려진 가장 오래된 고체 구성물인 칼슘-알루미늄 다수 내포물의 연대 측정 결과 45억 6700만년이라는 결과가 나오며 태양계 나이의 최소 하한이 결정되었다.
지구는 칼슘-알루미늄 다수 내포물과 그 운석이 생겨난 직후 강착되었다고 추정하고 있다. 하지만 강착 과정에 걸린 시간은 서로 다른 강착 과정 모델에 따라서 최소 수백만 년에서 최대 1억년까지 서로 다른 기간으로 말하기 때문에 지구의 나이와 지구에서 가장 오래된 암석의 나이의 차이가 어느 정도인지는 정확히 알 수 없다. 또한 암석 자체도 서로 다른 나이의 미네랄이 모인 집합체이기 때문에 가장 오래된 암석의 정확한 나이를 아는 것은 어렵다.

## 같이 보기
- 우주의 나이
- 지구의 역사
- 박물학

## 참고 자료
- Dalrymple, G. Brent (1994년 2월 1일). 《The Age of the Earth》. Stanford University Press. ISBN 0-8047-2331-1.
- Baadsgaard, H.; Lerbekmo, J.F.; Wijbrans, J.R., 1993. Multimethod radiometric age for a bentonite near the top of the Baculites reesidei Zone of southwestern Saskatchewan (Campanian-Maastrichtian stage boundary?). Canadian Journal of Earth Sciences, v.30, p. 769–775.
- Baadsgaard, H. and Lerbekmo, J.F., 1988. A radiometric age for the Cretaceous-Tertiary boundary based on K-Ar, Rb-Sr, and U-Pb ages of bentonites from Alberta, Saskatchewan, and Montana. Canadian Journal of Earth Sciences, v.25, p. 1088–1097.
- Eberth, D.A. and Braman, D., 1990. Stratigraphy, sedimentology, and vertebrate paleontology of the Judith River Formation (Campanian) near Muddy Lake, west-central Saskatchewan. Bulletin of Canadian Petroleum Geology, v.38, no.4, p. 387–406.
- Goodwin, M.B. and Deino, A.L., 1989. The first radiometric ages from the Judith River Formation (Upper Cretaceous), Hill County, Montana. Canadian Journal of Earth Sciences, v.26, p. 1384–1391.
- Gradstein, F. M.; Agterberg, F.P.; Ogg, J.G.; Hardenbol, J.; van Veen, P.; Thierry, J. and Zehui Huang., 1995. A Triassic, Jurassic and Cretaceous time scale. IN: Bergren, W. A. ; Kent, D.V.; Aubry, M-P. and Hardenbol, J. (eds.), Geochronology, Time Scales, and Global Stratigraphic Correlation. Society of Economic Paleontologists and Mineralogists, Special Publication No. 54, p. 95–126.
- Harland, W.B., Cox, A.V.; Llewellyn, P.G.; Pickton, C.A.G.; Smith, A.G.; and Walters, R., 1982. A Geologic Time Scale: 1982 edition. Cambridge University Press: Cambridge, 131p.
- Harland, W.B.; Richard Lee Armstrong; Cox, A.V.; Craig, L.E.; Smith, A.G.; Smith, D.G., 1990. A Geologic Time Scale, 1989 edition. Cambridge University Press: Cambridge, p. 1–263. ISBN 0-521-38765-5
- Harper, C.W., Jr., 1980. Relative age inference in paleontology. Lethaia, v. 13, p. 239–248.
- Obradovich, J.D., 1993. A Cretaceous time scale. IN: Caldwell, W.G.E. and Kauffman, E.G. (eds.). Evolution of the Western Interior Basin. Geological Association of Canada, Special Paper 39, p. 379–396.
- Palmer, Allison R. (compiler), 1983. The Decade of North American Geology 1983 Geologic Time Scale. Geology, v. 11, p. 503–504. September 12, 2004.
- Powell, James Lawrence, 2001, Mysteries of Terra Firma: the Age and Evolution of the Earth, Simon & Schuster, ISBN 0-684-87282-X